# 오산 전투
오산 전투(烏山戰鬪, Battle of Osan) 또는 죽미령 전투(竹美嶺戰鬪)는 1950년 7월 5일 한국 전쟁 당시 미군과 북한군과의 최초의 교전으로 북한군이 서울을 함락시키고 제2차 공세를 개시함에 따라 한국 전선에 적극 개입시키기로 한 미 행정부의 조치와 더불어 그 지상군 선발대가 최초로 출동하여 싸운 전투이다.

## 배경
미군 최초의 참전부대인 스미스 특수임무부대(Task Force Smith)가 1950년 7월 5일 오산 죽미령에서 북한군을 방어한 전투이다. 죽미령은 현재 오산시 북쪽의 UN군 초전기념관, 북오산 나들목 부근에 있다.

## 파병

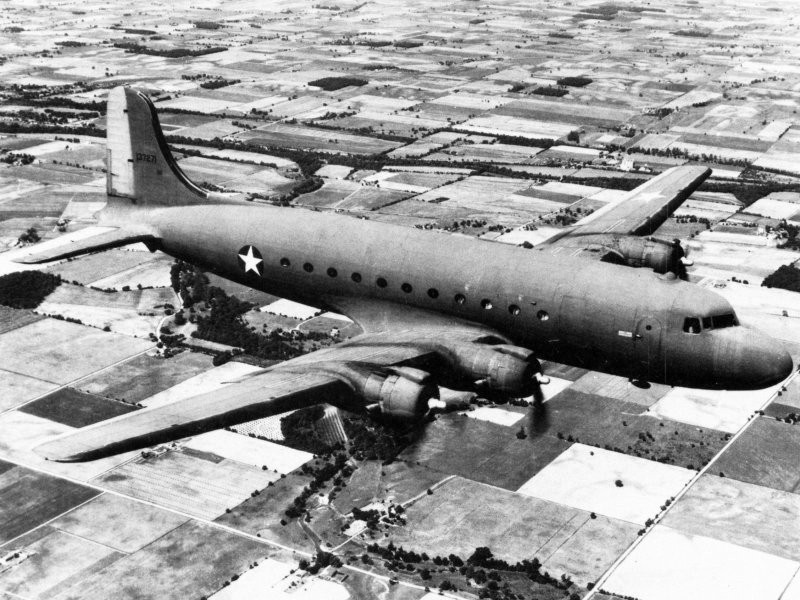
스미스부대가 타고온 C-54 Skymaster

미국 대통령 트루먼이 6월 30일 미 극동군사령관 더글러스 맥아더에게 지상군 투입과 38선 이북의 군사 목표를 폭격할 수 있는 권한을 부여함에 따라, 맥아더는 주일 미군이었던 미국 육군 제8군의 사령관 월턴 워커 중장에게 미 제24보병사단)을 한국으로 전개시키라.”라는 명령을 하달하였다
이에 따라 제8군 제24보병사단 제21연대 제1대대가 주축이 된 특수임무부대가 편성되었고 비행기를 통해 7월 1일부터 부산에 공수되었고 부산 시민들의 열렬한 환영을 받은 후, 다음날 아침 8시에 대전에 도착하였다.
이 특수임무부대는 제21연대 1대대가 중심이 되어 편성된 부대로 보병부대 406명 - 2개 소총중대(B중대, C중대), 75mm 무반동총 1개 소대, 4.25인치 박격포 1개 소대, 대대 본부중대 및 통신소대 그리고 포병부대 134명 - 미 제52포병대대 A포대 105mm 6문 등으로 구성되었고 대대장인 찰스 B. 스미스(Charles B. Smith) 중령의 이름을 따서 스미스 특수임무부대(Task Force Smith)로 불렸다. 그는 과달카날 전투에서도 대대를 지휘하던 경험이 많은 장교였고 제21연대는 규슈 구마모토 우드 기지에서 주둔하고 있었다.
스미스 중령이 딘 소장으로 받은 작전 명령은 부산에 도착하면 대전으로 향하고 가능한 부산에서 먼 북쪽에서 적을 지연하고, 북쪽에서 주 도로를 차단하고, 존 H. 처치 장군을 만나라는 것이었다. 
스미스 중령은 전방지휘소에서 처치 장군에게 신고하고 오산 북방 죽미령까지 지형정찰을 실시하고 대전으로 복귀하였으며 그날 밤 기차로 부대는 이동하여 평택과 안성에 1개 중대씩 배치하고 대대지휘소는 평택에 설치하였다.
두 번째로 한국으로 전개한 미 제24보병사단 제34연대는 7월 2일 부산에 도착하고, 7월 5일 평택 및 안성에 각각 1개 대대씩 배치하였다.

## 전투
7월 3일 북한군은 한강을 넘어 남하하기 시작했고 스미스 부대는 7월 5일 오산 북쪽 죽미령에서 조선인민군과 첫 교전을 하여 큰 피해를 입었다.
한편 7월 4일로 대전에서 주한 미군 사령관으로서 작전을 지휘하게 된 24사단장 윌리엄 F. 딘 소장은 당시 전방지휘소(ADCOM)장 존 H. 처치 장군을 부사령관에 임명하여 본격적인 작전 지휘 태세에 들어갔다. 그리고 그는 이어서 대전에 도착한 24사단 포병 사령관 조지 B. 바스(George B. Barth) 준장을 평택에 보내서 스미스 중령에게 처치 장군에게서 명령을 받은 대로 오산 북방에서 방어를 실시할 것을 다시 지시했다.

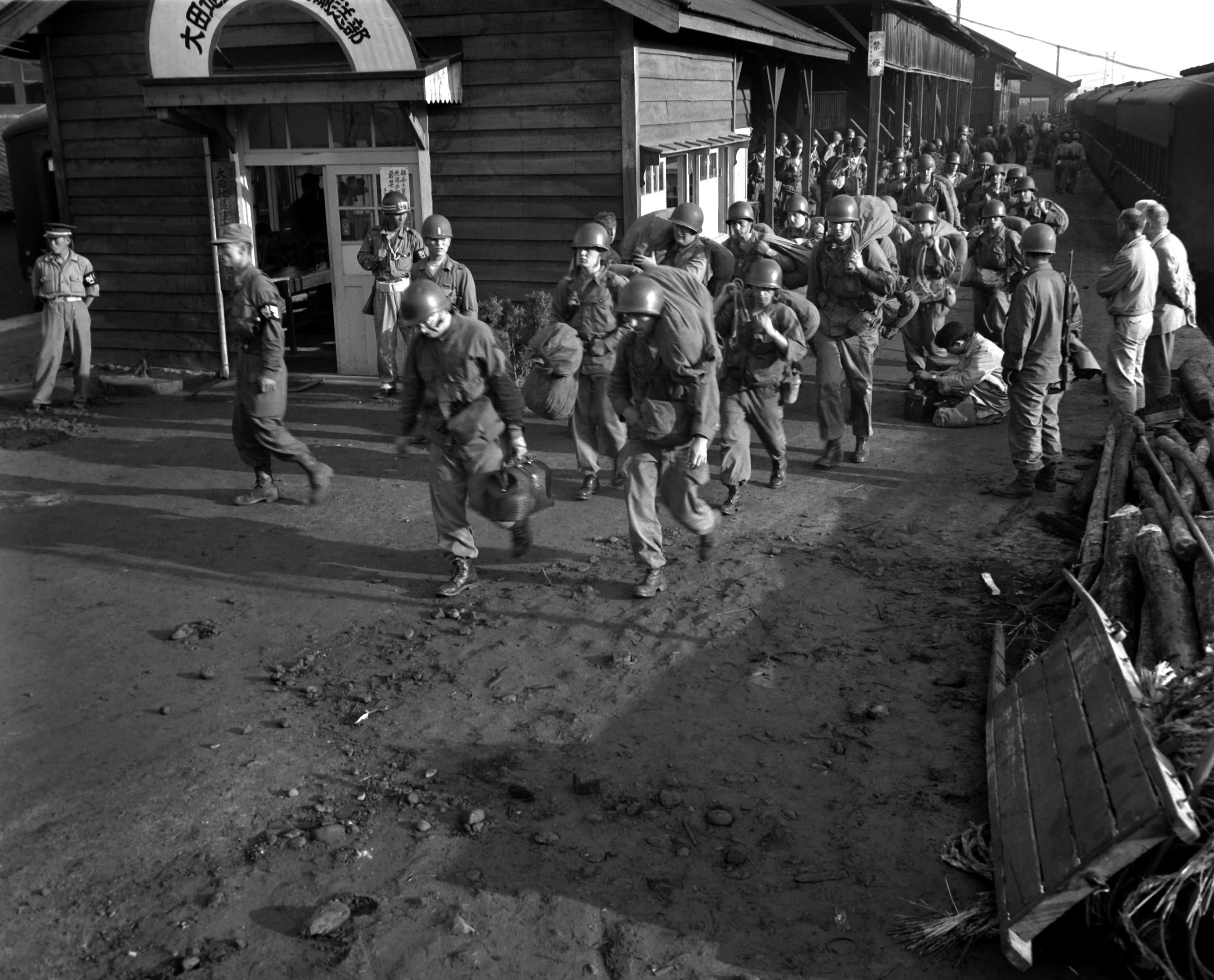
한국에 도착하는 스미스 부대.

7월 5일 03:00시경 명에 따라 방어 진지에 도착한 스미스 부대는 부대 배치를 마쳤는데 도로와 철로 사이의 공간에 도로를 포함한 좌측 능선에 B 중대를, 철로 좌측편에 있는 진지 내 우측 고지에는 C 중대를 배치하고, 75mm 무반동총 1정씩을 각 중대지역에 배치시켰다. 그리고 4.2인치 박격포를 B 중대 후방 400야드 지점에 예비로 배치하였다.
52포병대대장 밀러 O. 페리 중령은 보병진지 후방 약 2000야드 떨어진 지점에 5문의 포를 배치하고, 1문의 포는 6발의 대전차 포탄을 줘서 보병과 포병진지 중간 언덕에 배치하였다. 그래서 비오는 7월 5일 아침 오산 북방 죽미령 지역에는 540명의 미군(보병장교 17명, 병 389명과 포병장교 9명과 병 125명)이 북한군의 진격을 기다리면서 전투식량으로 아침을 먹고 있었다.

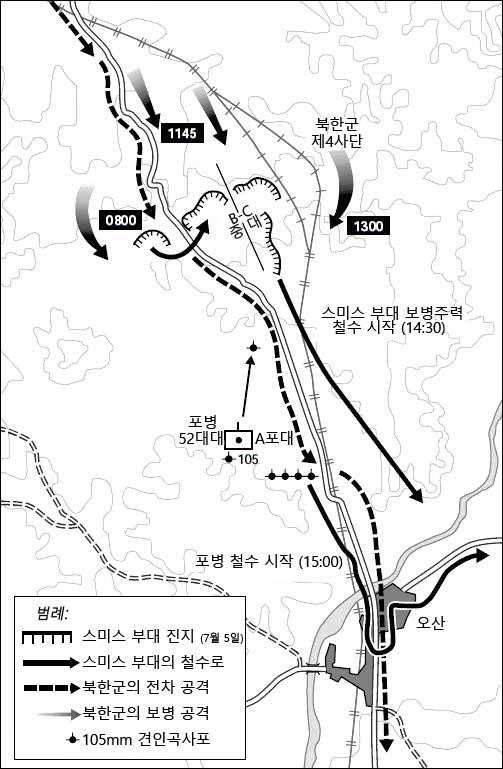
오산 전투 지도

비가 하염없이 내리는 아침이었지만, 스미스 중령은 수원까지 볼 수 있었는데 07:00시가 조금 지나서 수원 가까이에서 북한군의 움직임이 보였다. 그로부터 30분이 지나자 똑똑히 식별할 수 있는 전차 대열이 기다리는 미군 병사들을 향해 오고 있었고 08:00시경 8대의 전차가 한 묶음이 되어 굴러오고 있었다.
전방관측 장교는 후방의 포병 진지에 사격임무를 요청했다. 08:18시 2문의 포가 두 발의 고폭탄을 뿜어냈다. 그러나 사거리 조정을 마친 포가 계속 포탄을 뿜어냈지만, 북한군 전차는 멈추지 않고 굴러오고 있었다. 75mm 무반동총을 감추고 있던 스미스 중령은 적 전차가 700 야드 내에 들어오자 사격 명령을 하달하고, 2.36인치 바주카포도 쏘아댔다. 전방에 추진된 포도 대전차포탄을 쏘아대어 결국 북한군 전차 2대가 멈췄다.
한 대가 불이 나서 타자, 3명의 승무원이 튀어나왔고 세 번째 튀어나온 북한군 병은 총을 가지고 미군 기관총 부사수를 쏘아 맞혔다. 최초의 미군 전사자가 한국 전선에서 나왔다. 그리고 이들 3명의 북한군 병은 미군의 총에 맞아 죽었으나 세 번째 북한군 전차는 아무 일도 없다는 듯이 남쪽으로 향하고 뒤를 이어 총 33대의 전차가 보병 진지를 지나쳐 갔다.

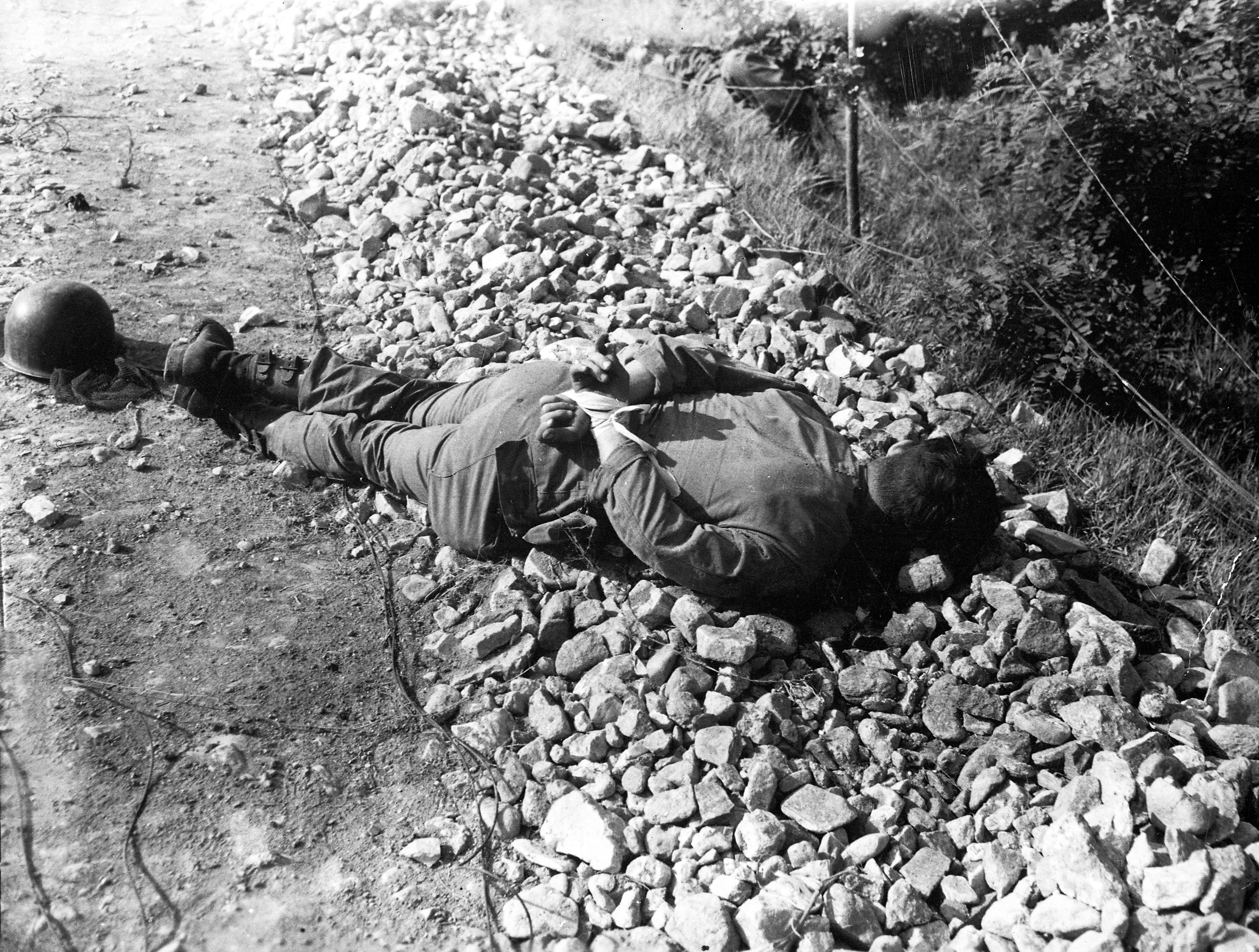
북한군에게 붙잡혀 살해된 미 제24사단 21보병연대의 병사

스미스 부대는 대전차 포탄이 떨어지고, 나머지 화기는 북한군 전차를 멈추게 할 수 없었다. 한국 전선에서 미군과 북한군의 최초 접전은 이와 같이 진행되어 09:00경에 일단 끝났다.
보병 진지를 지나가는 북한군 전차를 보낸 미군 병사들은 “아마 저 친구들이 우리들을 못 알아보았기 때문에 지나갔지, 미군이 왔다는 사실을 알면 되돌아 갈 것이다.”라는 생각과 희망을 가지고 있었다. 그리고 후방의 포병에게 적 탱크가 보병 진지를 지나갔다고 알려 주었다.
이 소식을 들은 포병은 대전차 포탄이 아닌 고폭탄으로 탱크에 직접 사격을 실시했으나 별 효과가 없었다. 그러다가 한 105mm 포가 적 전차의 궤도를 명중했다. 그러자 북한군 전차는 멈추었으나 밀러 O. 페리 제52포병대대장이 그 안에서 튀어나온 북한군 병 2명의 총격을 받아 부상을 입었다.
33대의 적 전차는 스미스 부대의 포병 진지까지 통과하면서 4대가 파괴되거나 움직일 수 없게 되고 3대가 부서지는 피해를 입었다. 그리고 나머지는 오산을 향해 남진하고 있었는데 마지막 전차가 지나간 죽미령의 미군 진지에는 다시금 불안한 정적이 찾아왔다.
이로부터 한 시간이 지나갔을까 하는 즈음에, 스미스 중령은 수원 가까이에서 긴 행렬의 트럭과 보병이 접근해 오고 있는 것을 목격할 수 있었다. 비가 끈질기게 쏟아지는 가운데 내려오는 적 보병의 행렬은 약 6마일(10 km) 정도였다. 3대의 전차를 앞세우고 접근하는 이 보병 행렬은 한 시간 후면 미군의 방어 진지에 도달할 것으로 판단되었는데 이는 북한군 4사단의 주력이었다.
북한군의 호송트럭이 1000야드 전방에 접근했을 때 스미스 중령은 “그들을 엄벌에 처하라(Throw the book at them).'라는 명령을 내렸다. 박격포와 50구경 기관총이 불을 뿜었다. 적 트럭에 불이 붙고, 어떤 적병은 공중에 튀어 오르기도 했다. 곧 3대의 적 전차가 접근하여 전차포와 기관총을 쏘기 시작했다. 북한군들은 트럭에서 내려 산개하기 시작했다. 이때 시계는 11:45를 가리키고 있었다. 양측 보병의 접전이 시작되었다.
이로부터 3시간 동안 싸운 스미스 부대는 이미 포병과의 연락도 되지 않았고, 소총탄도 다 떨어져가서 더 이상 싸울 수가 없었다. 스미스 중령은 우측에 있는 C중대를 먼저 철수시켰다. 그러나 나중에 철수한 B중대의 2소대는 철수명령도 전달이 되지 않을 정도로 다급하게 철수를 서둘렀다. 부상이 경미한 병사들은 본대와 합류해서 철수 했지만 중상자들은 어쩔 도리가 없이 전쟁터에 남겨지게 되었고 그 후 상당수가 사망했다.
포병 대대장과 합류한 스미스 중령은 잔류병을 끌고 안성을 통해서 7월 6일 천안에 도착했고 다행히 북한군은 미군이 버린 무기와 탄약, 그리고 전투식량에 만족했던지 스미스 부대를 추격하지 않았다. 철수 명령을 제대로 받지 못한 B중대원은 며칠 후에 오산에 도착하기도 하고, 어떤 병은 동해안, 어떤 병은 서해안에서 조각배를 타고 부산에 도착하기도 했다. 540명의 스미스 부대원 중에서 150명이 전사하고, 포병대대 소속 장교 5명과 병 26명은 실종되어 최초로 투입된 미군 부대의 피해는 결코 적지 않았다. 미군이 가진 대부분의 장비는 북한군의 손에 들어갔으나 북한군 4사단도 42명의 전사자와 85명의 부상자, 전차 4대를 손실했다.

## 결과 및 영향
스미스 부대의 무참한 패배로 미국 지상군의 전선 투입이라는 위세만으로 북한군의 남침이 중단되기를 바랐던 더글러스 맥아더나 윌리엄 F. 딘의 한가닥 기대는 산산조각 나고 말았다.
나중에 더글러스 맥아더의 뒤를 이어 유엔군을 지휘하게 되는 매슈 리지웨이는 그의 회고록에서 맥아더는 침공군의 세력을 잘못 판단했으며 인민군 10개 정예사단 앞에 1개 대대를 투입한 것은 맥아더의 지나친 오만이라고 지적했다. 그러나 맥아더는 스미스 부대의 참패에 대하여 성공이라고 자평했다.
맥아더가 스미스 부대의 참패를 성공이라 판단한 이유는 미 지상군 참전에 예기치 않던 인민군이 미군 참전을 직접 목격하고 소련 전법에 따라 일단 전선을 재정비하면서 미군은 10일을 벌었다는 것이기 때문이다.
이후 미 지상군 제24보병사단은 7월 20일까지 15일간 평택 전투, 천안 전투, 전의-조치원 전투, 공주-대평리 전투(금강 방어선 전투), 대전 전투를 통해 북한군 3, 4 사단과 제105전차사단을 상대로 전투를 수행하였다.

## 같이 보기
- 춘천 전투
- 대전 전투
- 성환 전투

## 참고 자료
- Appleman, Roy E., South to the Naktong, North to the Yalu, Office of the Chief of Military History, US Army (1960)
- Blair, Clay, The Forgotten War: America in Korea, 1950–1953, Annapolis, MD: Naval Institute Press (2003), ISBN 1-59114-075-7
- Green, Michael and Green, Gladys, Weapons of Patton's Armies, Zenith Imprint Press (2000) ISBN 0-7603-0821-7, 9780760308219
- Hackworth, David H. and Sherman, Julie, About Face: The Odyssey of an American Warrior, New York: Simon and Schuster (1989) ISBN 0-671-52692-8
- Heller, Charles E. and Stofft, William A., America's First Battles, 1776-1965 (1986)
- 1st Units of Task Force Smith entering Taejon, 7/2/50
- South to the Naktong, North to the Yalu (1961) - U.S. Army Center of Military History
- 한국전쟁사 제2권 지연작전기 (1979) - 국방부 전사편찬위원회 보관됨 2023-04-17 - 웨이백 머신
- 6.25 전쟁사 제4권 금강-소백산맥선 지연작전 (2008) - 국방부 군사편찬연구소 보관됨 2021-06-24 - 웨이백 머신